# جایزه آندره کاونس
جایزه سینمایی آندره کاونس (فرانسوی: Prix André-Cavens‎) جایزه‌ای است که هر ساله توسط انجمن منتقدان فیلم بلژیک برای قدردانی از بهترین فیلم سینمای بلژیک اعطا می‌شود.
جایزه آندره کاونس برای بهترین فیلم از سال ۱۹۷۶ میلادی توسط کمیته برگزارکننده برای ارج نهادن به دستاوردهای سینمایی در بلژیک معرفی شد. نام این جایزه از آندره کاونس کارگردان بلژیکی گرفته شده است.